# Selecció gal·lesa de corfbol
La selecció gal·lesa de corfbol és dirigida per la Welsh Korfball Association (WKA) i representa Gal·les a les competicions internacionals de corfbol. Apareix l'any 2007 després que la selecció britànica de corfbol es dividís en tres equips: Anglaterra, Escòcia i Gal·les.
La seva primera participació en el Campionat del món va ser l'any 2011 a la Xina, substituint Hongria. L'any 2006 va obtenir la tercera posició al primer campionat de la Commonwealth de corfbol que es va fer a Londres.

## Història
| Campionat del Món |                      |                 |               |
| Any               | Campionat            | Seu             | Classificació |
| 2011              | 9è Campionat del Món | Shaoxing (Xina) | 11a plaça     |

| Campionat d'Europa |                       |               |               |
| Any                | Campionat             | Seu           | Classificació |
| 2010               | 4t Campionat d'Europa | Països Baixos | 15a plaça     |
| 2014               | 5è Campionat d'Europa | Portugal      | 16a plaça     |

| European Bowl |                  |                    |                 |
| Any           | Campionat        | Seu                | Classificació   |
| 2007          | 2a European Bowl | Luxemburg / Sèrbia | 2a plaça        |
| 2009          | 3a European Bowl | Luxemburg          | Campions (Oest) |

| Campionat de la Commonwealth |                           |                      |               |
| Any                          | Campionat                 | Seu                  | Classificació |
| 2006                         | 1r Campionat Commonwealth | Londres (Anglaterra) | 3a plaça      |